# Metalectra richardsi
Metalectra richardsi är en fjärilsart som beskrevs av Lincoln Pierson Brower 1941. Metalectra richardsi ingår i släktet Metalectra och familjen nattflyn. Inga underarter finns listade i Catalogue of Life.